# Vermin (album de Old Man's Child)
Pour les articles homonymes, voir Vermin (homonymie).
Albums de Old Man's Child
In Defiance of Existence
(2003) Slaves Of The World
(2009)
Vermin est le sixième album studio du groupe de black metal symphonique norvégien Old Man's Child. L'album est sorti le 14 octobre 2005 sous le label Century Media Records.
Le chanteur/guitariste Eric Peterson joue un solo de guitare sur le titre In Torment's Orbit.

## Musiciens
- Galder – chant, guitare, basse, claviers
- Reno H. Kiilerich – batterie

### Musiciens de session
- Eric Peterson - guitare sur le titre In Torment's Orbit

## Liste des morceaux
1. Enslaved and Condemned – 4:15
2. The Plague of Sorrow – 4:10
3. War of Fidelity – 4:20
4. In Torment's Orbit – 5:04
5. Lord of Command (Bringer of Hate) – 4:52
6. The Flames of Deceit – 4:40
7. Black Marvels of Death – 4:22
8. Twilight Damnation – 4:42
9. ...As Evil Descends – 1:10